# Andrzej Piszel
Andrzej Justyn Piszel (ur. 22 czerwca 1948 we Wrocławiu) – polski przedsiębiorca, poseł na Sejm X kadencji.

## Życiorys
Ukończył w 1974 wieczorowe studia inżynierskie w zakresie informatyki na Politechnice Wrocławskiej. Od 1968 pracował we Wrocławskich Zakładach Elektronicznych Mera-Elwro jako operator maszyn cyfrowych i specjalista technolog. W 1980 wstąpił do „Solidarności”, został członkiem Komitetu Założycielskiego Samorządu Pracowniczego w „Elwro”, a w 1986 przewodniczącym rady pracowniczej. Założył Klub Samorządu Pracowniczego i został jego pierwszym prezesem, był członkiem zarządu Stowarzyszenia Działaczy Samorządu Pracowniczego i współorganizatorem Krajowego Forum Samorządu Załogi.
W 1989 uzyskał mandat posła na Sejm kontraktowy. Został wybrany w okręgu Wrocław-Krzyki jako kandydat bezpartyjny (poparcia udzielił mu Komitet Obywatelski „Solidarność”). W trakcie kadencji przystąpił do Klubu Parlamentarnego Unii Demokratycznej. Był członkiem Komisji Polityki Gospodarczej, Budżetu i Finansów oraz Komisji Systemu Gospodarczego i Polityki Przemysłowej. W 1991 bez powodzenia ubiegał się o reelekcję z listy UD.
Powrócił następnie do WZE Mera-Elwro, był później członkiem zarządu spółki prawa handlowego. W 1996 rozpoczął prowadzenie własnej działalności gospodarczej.